# Kaworu Nagisa
Kaworu Nagisa (渚 カヲル, Nagisa Kaworu), também conhecido como Tabris, é um personagem fictício da série de anime Neon Genesis Evangelion. Ele é a Quinta Criança e o 17º Anjo.
Foi enviado para NERV por SEELE como piloto substituto para a Unidade-02 após a sincronização de Asuka cair abaixo da usabilidade, ele invade o Terminal Dogma, a fim de voltar para Adão, mas descobre que o ser na verdade é Lilith, assim permite que Shinji o destrua.
Ele aparece em The End of Evangelion durante o Terceiro Impacto, comunicando-se com Shinji em relação à escolha de aceitar ou rejeitar a Instrumentalidade. Seu seiyū japonês é Akira Ishida, a versão brasileira é dublada por Yuri Chesman e na versão portuguesa é dublado por António Vaz Mendes.

## Concepção
Em projetos iniciais, Kaworu foi descrito como um menino de escola com um gato de estimação que poderia mudar para uma "forma de Anjo". No volume 9 do mangá, uma das obras de arte de Sadamoto é um retrato de Kaworu vestido de preto e segurando um gato preto.
O nome "Kaworu" foi dado pelo roteirista Akio Satsukawa. O sobrenome de Kaworu, "Nagisa" vem da palavra japonesa nagisa (渚), que significa "orla" ou "costa", que está relacionado com o mar. Vem também do diretor de cinema japonês Nagisa Oshima. Somando-se a estes, o caractere "(渚)", quando dividido, pode-se ler shi-sha (シ者). O título do episódio 24 é "O Último Shisha" (最後のシ者, Saigo no Shisha). O primeiro é "mensageiro" ou "apóstolo" (使者, shisha), enquanto o outro é "morto (pessoa)" (死者).
A Gainax torna o nome em romaji como "Kaworu", não "Kaoru", como seria traduzido pela maioria dos sistemas de romanização. As razões para a diferenciação na nomeação não foram explicitamente detalhadas pelos criadores da série, uma teoria é que o nome seja baseado no kana original do nome Kaoru Genji de Genji Monogatari.

## Personagem
Kaworu é ao mesmo tempo o 17º Anjo e a Quinta Criança. Embora classificado como um anjo, Kaworu é semelhante a Rei Ayanami em ser uma semente da vida que habita um corpo humano. Apesar de sua forma humana, Kaworu não se considera um ser humano, uma vez que ele se refere aos seres humanos como "os Lilins".
Kaworu aparece cantarolando o quarto movimento da Nona Sinfonia de Beethoven, a mesma música que toca durante a sua descida ao Terminal Dogma e assim serve como um fio condutor para o seu personagem. A própria Nona Sinfonia incorpora uma Ode an die Freude, um poema dedicado à união de todos os homens sob Deus. No momento em que Kaworu abre as portas para o Terminal Dogma ele está em sintonia com a linha "Und der Cherub steht vor Gott" - "E o Querubim (Anjo) está diante de Deus".
O corpo de Kaworu parece ter sido criado como resultado do contato de uma experiência com Adão, no qual o DNA de um desconhecido é inserido no doador humano e fundido com a carne de Adão, o que explica a descoberta de Hyuga que Kaworu "nasceu" no dia do Segundo Impacto. SEELE recupera a alma desencarnada de Adão em Kaworu, a quem eles podem ter se recuperado de forma embrionária na Antártida.
A origem de Kaworu é de Adão, que é só insinuado no anime, enquanto é categoricamente afirmado no mangá de Sadamoto. Desde que Kaworu fora entregue à NERV pela SEELE, acredita-se que Kaworu tem vivido sob vigilância da SEELE antes de sua aparição na série.
Kaworu é trazido à NERV como a Quinta Criança para substituir Asuka, que já não é capaz de pilotar a Unidade-02. Ele só é capaz de pilotar a Unidade-02 enquanto sua alma está na clandestinidade. Em seu primeiro teste, Kaworu atinge imediatamente resultados de sincronização impressionantes. Posteriormente Kaworu é capaz de atingir qualquer nível de sincronização que ele escolher com a Unidade-02. Embora ele parece ter sido enviado para destruí-la, Kaworu mostra um acentuado interesse na cultura humana, assim como as questões humanas de dor e solidão.
Quando Shinji primeiro o vê sentado em cima de uma estátua de anjo (um tema visual que une as aparições de Kaworu), Kaworu estava cantarolando parte da composição da Nona Sinfonia de Beethoven, o quarto e último movimento "Presto - Allegro assai", mais popularmente chamado de "Hino à Alegria", após o poema de Friedrich Schiller, da qual foi adaptado. Ele então diz que está cantando para ser a melhor conquista da civilização Lilin (humana).
O corpo humano de Kaworu é um recipiente para a alma do próprio Adão, e exerce todo o poder que vem com ele. Ele está em vigor enquanto Adão renasce como um ser humano. Seu Campo AT é descrito pelo Magi como o mais forte nunca antes encontrado (até que seria ultrapassado pelo de Rei). Kaworu é observado usando a levitação, para controlar a Unidade-02, como uma barreira enorme que impede que o Centro de Comando de receber transmissões de onda, e (evidentemente) ignorar o LCL do mecanismo de bloqueio.
Ao ser tanto o primeiro anjo (Adão, cujo corpo e alma foram separados no Segundo Impacto) e o 17º e último anjo, ele está entre o primeiro e o último de sua espécie. Kaworu "nasce de Adão", e descreve Adão como sendo a "Mãe de todos nós". Como Kaworu é o vaso para a alma de Adão, que, paradoxalmente, faz-lhe a sua própria mãe.

## Personalidade
Kaworu aparece confortável com sua identidade (muito mais do que Rei), e também mais provocador e emocionalmente aberto. No entanto, ele não mostra um destacamento de protocolos humanos e ações de tendência de Rei para falar abertamente, apenas em termos pessoais.
Como a ponte para a alma de Adão, a designação de Kaworu é "Tabris" (em árabe: تبريس). Tabris (タブリス), é o 17º e último anjo. Ele é considerado o anjo do livre-arbítrio, que é considerado um dom de Deus. Embora Kaworu foi enviado por SEELE para uma finalidade específica, ele também tem seus próprios objetivos.
Ao contrário dos anjos que vieram antes dele, mas como Rei, Kaworu tem um corpo Lilin, sem diferença física visível de um ser humano comum, exceto para a pele muito pálida, cabelo cinza claro e íris vermelhas. Embora seu corpo é composto por, presumivelmente, a mesma "matéria de partícula-onda ", como Rei e os Anjos, é impossível dizer se ele possui um núcleo e Motor S². Tabris é o único anjo que se infiltra no Terminal Dogma.
Pouco se sabe sobre as motivações de Kaworu para representar um amigo idealizado para Shinji Ikari, embora seu interesse por Shinji pode ter se originado a partir de seu interesse na natureza humana em geral, Shinji representa um excelente exemplo da dor humana e da solidão. Além de entender muito rapidamente a personalidade de Shinji, ele entendeu como Shinji estava querendo alguém para ficar com ele por um longo tempo e estava interessado no bem-estar de Shinji sem pedir nada em troca. Ele parece considerar suas conversas com Shinji como extremamente significativas depois de ouvir o que Shinji tinha a dizer sobre si mesmo e sua relação com o pai durante a sua estadia de uma noite no quarto de Kaworu, mas não é claramente exposto se Kaworu entendeu o que realmente significava.
Kaworu foi enviado à NERV pela SEELE para avançar no seu objetivo de Instrumentalidade através de um Terceiro Impacto que ocorreria sob o seu controle. Antes de sua batalha final, Kaworu é visto falando com um fantasma da SEELE que, aparentemente, só ele pode ver e pode-se supor que ele tem estado em comunicação anterior com SEELE (por exemplo, a ser informado sobre a sua missão para entrar na NERV como piloto). A conversa indica que eles têm (falsamente) dito que favoreciam o "verdadeiro sucessor" dos Anjos sobre sua própria espécie.
É incerto o que exatamente SEELE tinha em mente para Kaworu. Será que eles planejam atacar o Terminal Dogma, ou era o seu próprio plano? Nós sabemos que uma vez que o ataque começara queriam a Unidade-01 para entrar no Terminal Dogma. Isto foi o seu plano o tempo todo, ou foi porque a sua incursão nas entranhas da NERV era uma traição? Isto, no entanto, é desconhecido.

## Aparições

### Neon Genesis Evangelion
Kaworu aparece pela primeira vez no anime Neon Genesis Evangelion, no episódio 24. Ele é mostrado sentado em uma pedra entre os destroços devido à batalha anterior com Armisael, o 16º Anjo. Shinji está presente, confuso e frustrado sobre o que fazer, já que todos os seus amigos já evacuaram a cidade, Asuka está mentalmente angustiada e em uma enfermaria, e Rei parece não se lembrar de eventos recentes. Kaworu diz abruptamente a Shinji que a música é linda depois que ele pára e começa a cantarolar conversando com ele de uma forma gentil. Após a sua primeira conversa, Kaworu e Shinji começam a criar uma amizade, curtindo a companhia um do outro.
Depois que os funcionários da NERV suspeitarem das altas taxas de sincronização de Kaworu com a Unidade-02, um alerta é emitido que a Unidade-02 foi ativada sem um piloto dentro e que alguém está descendo em direção ao Terminal Dogma, onde Kaworu, é identificado como o 17º e último Anjo. Shinji pilota a Unidade-01 para perseguir Kaworu e tenta sem sucesso esfaqueá-lo com a faca progressiva, apenas para ser bloqueado pelo Campo AT de Kaworu. Kaworu manipula a Unidade-02 para lutar contra a Unidade-01 e prossegue para o Terminal Dogma, mas depois de entrar na área, parece chegar a um entendimento de que o gigante crucificado, não é, de fato, Adão, mas sim Lilith. Após derrotar Shinji com a Unidade-02, Kaworu permite que Shinji o agarre na mão da Unidade-01. Após um período de silêncio, Shinji mata Kaworu, esmagando-o na mão da Unidade-01.

### The End of Evangelion
Em The End of Evangelion, a produção em massa de EVAs são claramente marcados como "KAWORU", sugerindo que SEELE estava na posse de clones de Kaworu enquanto a NERV estava na posse de clones de Rei para o Sistema Dummy para os EVAs originais. Kaworu faz sua primeira aparição no filme, durante o início do Projeto de Instrumentalidade Humana, compartilhando um corpo com a forma gigante de Rei. Mais tarde, Kaworu, junto com Rei, aparece na mente de Shinji e discute com Shinji em relação ao caso da humanidade e em favor do individualismo e do livre-arbítrio.

### Rebuild of Evangelion
Os materiais promocionais para a série Rebuild of Evangelion mostraram imagens proeminentes de Kaworu em seu plugsuit com as outras Crianças. No primeiro filme, ele aparece brevemente no final, em que ele tem uma conversa misteriosa com SEELE na superfície da lua. No segundo filme, Gendo e Fuyutsuki viajam para a Lua para observar a construção da Mark.06; para grande surpresa de Fuyutsuki, eles vêem Kaworu nu sentado em cima do EVA no vácuo. Ele se vira para eles e chama alguém de pai. No final, Kaworu desce a Lua com o Mark.06 e empala a Unidade 01, abortando o Terceiro Impacto. Depois disso, ele diz que o tempo prometido chegou e que desta vez ele vai trazer a felicidade para Shinji. A pré-estreia do terceiro filme mostra Kaworu enfrentando outros quatro pilotos em um local desconhecido.
No terceiro filme, 14 anos depois do segundo, ele parece agora estar trabalhando para NERV. Quando Shinji chega a NERV, Gendo diz-lhe que ele e Kaworu irão pilotar o EVA Unidade-13. Durante a estada de Shinji na NERV, ele faz amizade com Kaworu, que lhe ensina a tocar piano. Mais tarde, quando Shinji pergunta o que tinha acontecido com as pessoas que ele conhecia, Kaworu o leva para as ruínas do Geofront e Tokyo-3, explicando que o despertar da Unidade-01 de Shinji causou o Terceiro Impacto dizimou mais o mundo. Ele também revela o objetivo do curso do Projeto de Instrumentalidade Humana: matar toda a vida na Terra, permitindo a criação de seres que carregam o fruto da vida.
Quando Fuyutsuki revela sobre Yui Ayanami estar dentro dos clones de Rei na Unidade-01, Shinji tem um colapso mental. No dia da operação, Shinji não tem certeza se irá seguir as ordens de Gendo ou o apelo de Misato de não pilotar um Evangelion novamente, então Kaworu leva Shinji e o usa como um sinal de confiança. Mais tarde, Shinji e Kaworu pilotam a Unidade-13 no Terminal Dogma em sua missão de usar a Lança de Longinus para desfazer o Terceiro Impacto; Rei segue com seu Mark.09. Quando a Unidade-13 atinge o corpo de Lilith, Kaworu percebe que ambas as lanças são semelhantes e defende com Shinji para não removê-las.
Apesar dos pedidos de Kaworu e uma agressão de Asuka e Mari, Shinji remove as lanças, fazendo com que Lilith se exploda em LCL. Mark.09 decapita Mark.06 para libertar Rei dos Anjos, que é absorvido pela Unidade-13. A despertada Unidade-13 voa para fora do Geofront e sobe para o céu, começando o Quarto Impacto. Kaworu revela que ele é o Primeiro Anjo, agora "derrubado" para o décimo terceiro. A gargantilha detecta o despertar da Unidade-13 e o ativa. Para interromper o Quarto Impacto, Kaworu permite que a gargantilha o mate diante dos olhos de Shinji. Antes de morrer, ele afirma que ele e Shinji se reunirão novamente. No entanto, é atualmente desconhecido se ele vai voltar para o quarto filme.

## Recepção
Como uma promoção para o 10º Aniversário Edição Especial de Evangelion, a ADV Films publicou um humorístico adesivo onde se lê "Kaworu morreu por seus pecados" (カヲルはあなたの罪のために死んだ Kaoru wa anata no tsumi no Shinda ni manso). Chris Beveridge da Mania Entertainment descreve a morte de Kaworu no anime como um "momento extremamente poderoso", devido ao fato de que depois de um minuto, sem diálogo, a sombra de sua cabeça parece tocar a água.
Kaworu foi o segundo personagem masculino mais popular em 1997 por uma pesquisa da revista Animage; em 1998 foi nomeado o sexto personagem masculino mais popular do ano. Em uma pesquisa da revista Newtype feita em março de 2010, Kaworu foi votado como o segundo personagem masculino de anime mais popular da década de 1990, depois de Shinji Ikari.
Os tons possivelmente homossexuais de interações de Kaworu com Shinji tem sido um tema persistente de debate entre os fãs de Evangelion desde a primeira corrida da série ", como discutido no livro de Patrick Drazen Anime Explosion!. A auto-reconhecidamente opinião minoritária de Patrick Drazen é que a oferta de amor para Shinji de Kaworu é uma tática que Kaworu como o último anjo usa para desarmar Shinji. O reviewer Kenneth Lee em 1998 critica o caráter de Kaworu: "... o elemento da homossexualidade é, talvez, o aspecto mais perturbador, gratuito e desnecessário que se apresenta no episódio 24 ... Em última análise, a questão da homossexualidade parece nada mais do que táticas de valor com choques baratos para atordoar a geração X" e considera todo o relacionamento de Shinji e Kaworu "ridículo e patéticamente humorístico". A Gainax é claramente consciente de que o público associa Kaworu com tipos bishonen, e produziram obras de arte, tais como páginas de abertura para o seu site, em referência à ambiguidade de Kaworu e a reação do público com o personagem. No entanto, se Kaworu, um anjo, na verdade tem qualquer conceito de sexualidade como ele é apresentado na série não é clara. Mike Crandol refere a Kaworu como sendo "representante do amor e da aceitação cega, total e incondicional, mas como essas coisas que Kaworu faz acaba por não sendo reais a todos".